# Мајк Вид
Мајк Вид (швед. Mike Wead; правим именом Микаел Викстрем, швед. Mikael Vikström) је шведски музичар рођен 6. априла 1967. у Бодену у Шведској. Свирао је гитару у хеви метал бендовима Хексенхаус (енгл. Hexenhaus), Мементо мори (енгл. Memento Mori), Апстракт алгебра (енгл. Abstrakt Algebra), Хонтед (енгл. The Haunted), Еџ ов санити (енгл. Edge of Sanity), Вич (енгл. Witch), Фајергад (енгл. Firegod), Кендлмас (енгл. Candlemass) и Проџект хејт (енгл. The Project Hate). Тренутно је гитариста у бендовима Мерсифул фејт, Кинг Дајмонд и Бајблбек (енгл. Bibleblack). У групи Кинг Дајмонд свира ритам и соло гитару заједно са Ендијем Лароком.